# Micești (Alba)
Micești (früher Chișfalău; deutsch Kleindörfel, ungarisch Ompolykisfalud oder Kisfalud) ist ein Dorf im Kreis Alba in Rumänien. Es ist heute Teil der Stadt Alba Iulia.

## Lage
Micești liegt etwa vier Kilometer nordwestlich des Stadtzentrums von Alba Iulia, am südöstlichen Rand des Trascău-Gebirges im Westen Siebenbürgens.

## Geschichte
Der Ort wurde im Jahr 1299 erstmals urkundlich erwähnt. 1968 wurde er nach Alba Iulia eingemeindet.

## Bevölkerung
Im Dorf lebten zunächst ungarische und auch einige deutsche Bewohner. Spätestens im 19. Jahrhundert hatte Micești jedoch eine rumänische Bevölkerungsmehrheit. Im Jahr 1992 bezeichneten sich die damals 1420 Einwohner mit Ausnahme von zehn Roma und neun Ungarn als Rumänen.

## Verkehr
Micești liegt an der Nationalstraße 74 von Alba Iulia nach Brad. Vom Ort verkehren mehrfach täglich Busse nach Alba Iulia (Stand 2008). Ursprünglich lag der Ort an der 1895 in Betrieb genommenen Bahnstrecke Alba Iulia–Zlatna. Mit deren Umstellung auf Normalspur 1984 wurde ein Teil der Strecke verlegt, so dass sich seitdem der nächste Bahnhof etwa 3 km entfernt im Ort Șard befindet.

## Sehenswürdigkeiten
Im Ort gibt es ein Denkmal für die rumänischen Opfer des Ersten Weltkriegs.